# Push It
"Push It" este al doilea single al raperului Rick Ross, extras de pe albumul său de debut „Port of Miami”. Conține sampleuri din cântecul lui Paul Engemann „Push It to the Limit”, cântecul fiind inclus în coloana sonoră a filmului „Scarface”. Piesa este produsă de J. R. Rotem. Există si o versiune a piesei cu Bun B, Jadakiss, Styles P., & The Game, care are mai multe ritmuri extrase din „Scarface (Push It to the Limit)” decât originalul.  Exista mai multe remixuri ale piesei originale, având sprijinul lui Plies, Trina, Sean Kingston.

## Poziția în topuri
| Top (2006)                    | ↓ Poziția |
| ----------------------------- | --------- |
| U.S. Hot R&B/Hip-Hop Songs    | 15        |
| U.S. Billboard Hot Rap Tracks | 9         |
| U.S. Billboard Pop 100        | 95        |